# 도도하라
《도도하라》는 2014년 10월 27일부터 2014년 11월 24일까지 SBS 플러스에서 방영된 드라마이다.

## 등장인물
- 유라 : 홍하라 역
- 신소율 : 도라희 역
- 유민규 : 노철 역
- 고세원 : 고세원 역

### 특별출연
- 견미리
- 김광규
- 안영미
- 정성호
- 배동성
- 양상국
- 염경환
- 박준수
- 표창원

## 수상
- 2015년 케이블TV 방송대상 - 유라 (연기부문 인기상)